# ایانتی (ازورگتی)
ایانتی (گرجی: იანეთი) یک روستا در شهرداری ازورگتی ناحیه گوریا در غرب گرجستان است. این روستا در کنار رود سوپسا واقع شده است.